# 普里威特 (新墨西哥州)
普里威特（英語：Prewitt）是位於美國新墨西哥州麥金萊縣的普查規定居民點。

## 人口
根據2020年美國人口普查的數據，普里威特的面積為35.80平方千米，皆為陸地。當地共有人口842人，而人口密度為每平方千米23.52人。